# Snaureset
Snaureset är en bergstopp i Antarktis. Den ligger i Östantarktis. Norge gör anspråk på området. Toppen på Snaureset är 1 432 meter över havet.
Terrängen runt Snaureset är kuperad. Trakten är obefolkad. Det finns inga samhällen i närheten. 